# 马哈木
马哈木（Mahamud， ？—1416年4月9日），是14、15世纪（相当中国明朝初期）蒙古汗国瓦剌部领袖。

## 与明朝的关系
马哈木为首的瓦剌致力于和东部蒙古争夺草原的霸权。东部蒙古太师阿鲁台和其所立的大汗本雅失里对抗明朝，而马哈木和太平、把秃孛罗归顺明朝。明成祖封马哈木为顺宁王、加金紫光禄大夫，太平为贤义王、把秃孛罗为安乐王。
1409年，明成祖第一次亲征蒙古，大败本雅失里、阿鲁台，占据和林的本雅失里西奔。1411年瓦剌染指蒙古汗位，拥立答里巴为大汗，第二年马哈木杀死大汗本雅失里，向明朝称臣。马哈木自任太师，他向明朝表示要献出故元传国玺，要求明朝出兵清除阿鲁台，遣还脱脱不花之子（并非本雅失里的侄孙脱脱不花），厚赐本部。1413年，东渡克鲁伦河，要攻打阿鲁台。
1414年，明成祖第二次亲征蒙古，在忽兰忽失温大败答里巴和马哈木，马哈木逃到土拉河。1415年，明军撤退后，遣使向明朝贡马。1416年，阿鲁台再次袭击瓦剌，大汗答里巴、太师马哈木先后战死，一说马哈木逃走后，不久病死。马哈木的儿子脱懽拥立斡亦剌歹为汗。1418年，脱懽承袭父亲马哈木被明成祖封为顺宁王。

## 世系
《蒙古黄金史》等作巴图拉丞相（羅馬化：Batula čingsang），出身札哈明安（边境千户）绰罗斯家族，其父为浩海达裕。1399年，大汗额勒伯克在浩海达裕的建议下，霸占了美貌的儿媳豁阿哈屯，杀死了儿子（《蒙古源流》等记为弟弟）哈尔古楚克。豁阿哈屯为夫报仇，请求大汗杀死了浩海达裕。这个举动引起了瓦剌人的报复，大汗安抚了巴图拉，把女儿萨穆尔公主嫁给了他，但瓦剌的土尔扈特部首长乌格齐哈什哈与巴图拉联合攻杀了大汗，乌格齐哈什哈随后霸占了豁阿哈屯。《蒙古源流》还将马哈木与其子脱懽之名（书中称“巴哈木” Bagmu）混淆，一些学者根据读音，认为巴图拉是马哈木的兄弟安乐王把秃孛罗。

### 引用
1. ↑   大明太宗文皇帝實錄卷之一百二十八. 永樂十年五月二日乙酉: 1591页. 瓦剌順寧王馬哈木等遣其知院海答兒等隨指揮孫觀保來朝且言既滅本雅失里得其傳國璽欲遣使進獻慮為阿魯台所要請天兵除之又言脫脫不花之子今在中國請還之
2. ↑  和田清. . : 238頁 （日语）.

### 文献来源
- 勒内·格鲁塞. .
- 班布尔汗. .
- 宝音德力根：《15世纪中叶前的北元可汗世系及政局》蒙古史研究 第六辑

| 前任： 猛可帖木儿 | 瓦剌首领 1409年—1416年 | 繼任： 脱懽 |